# Queen's Club Championships 2008
Queen's Club Championships 2008 var en tennisturnering som spelades utomhus på gräs mellan 9 och 15 juni 2008. Det var den 37:e upplagan av Queen's Club Championships, och den klassades som International Series. Spelplatsen var Queen's Club i London, Storbritannien. 

## Mästare

### Singel
Rafael Nadal besegrade  Novak Djokovic, 7–6(6), 7–5
- Det var Rafael Nadals 5:e titel 2008 och hans 28:e totalt.

### Dubbel
Daniel Nestor /  Nenad Zimonjic besegrade  Marcelo Melo /  Andre Sa, 6–4, 7–6(3)